# Romford
Romford – miasto na wschodzie Londynu, leżące w gminie London Borough of Havering. W 2011 miasto liczyło 95894 mieszkańców.

## Galeria

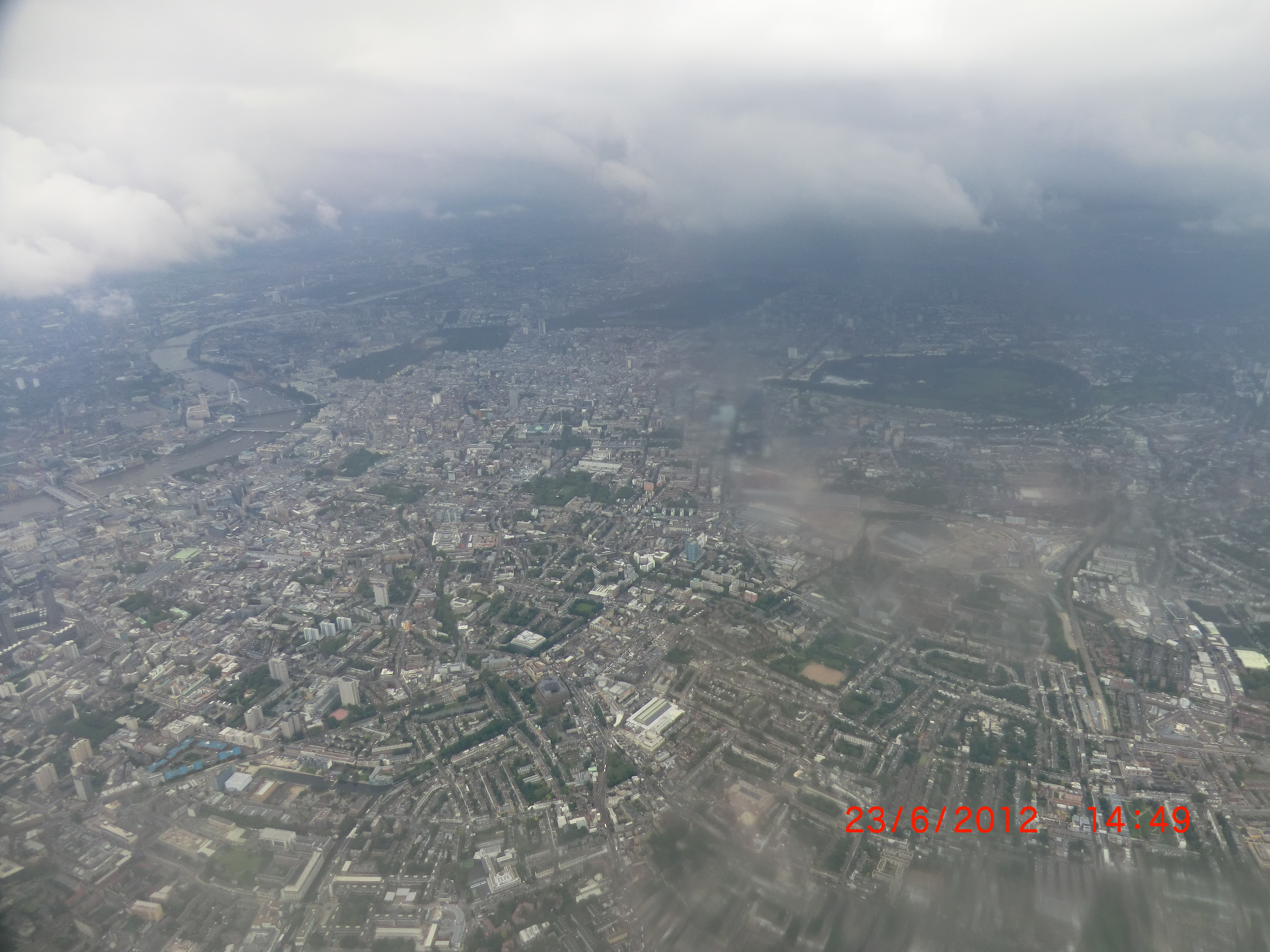
Widok na miasto z góry
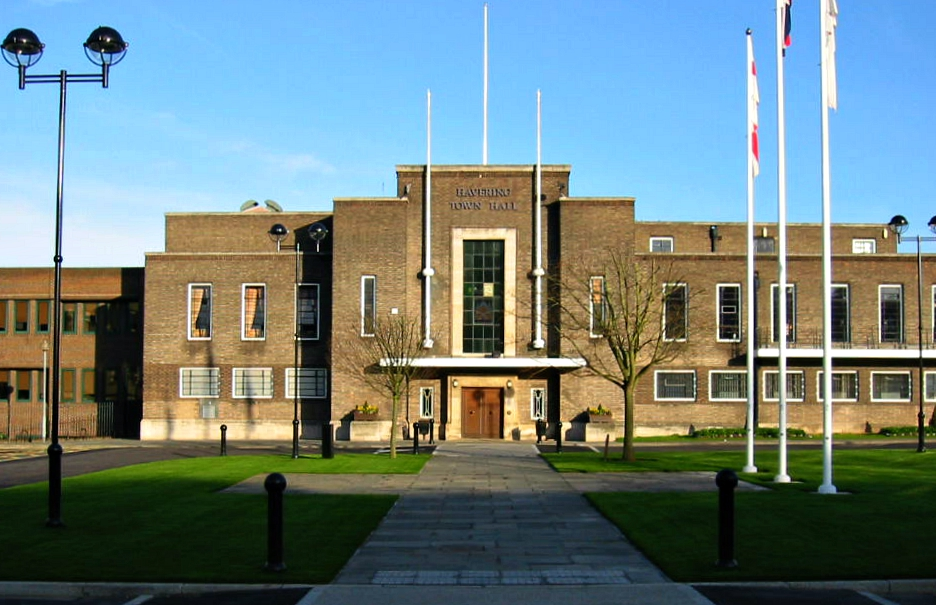
Ratusz
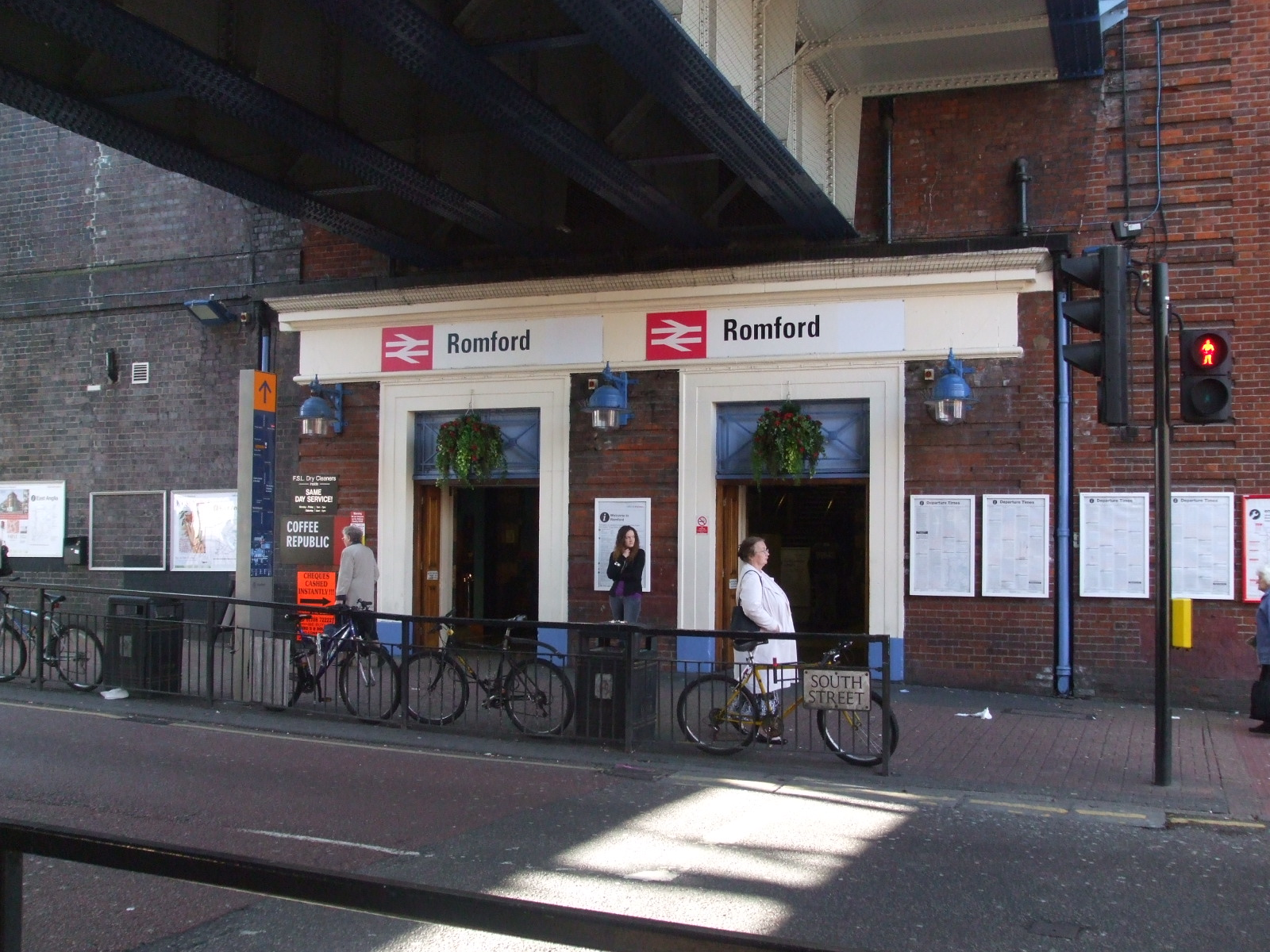
Wejście do stacji kolejowej
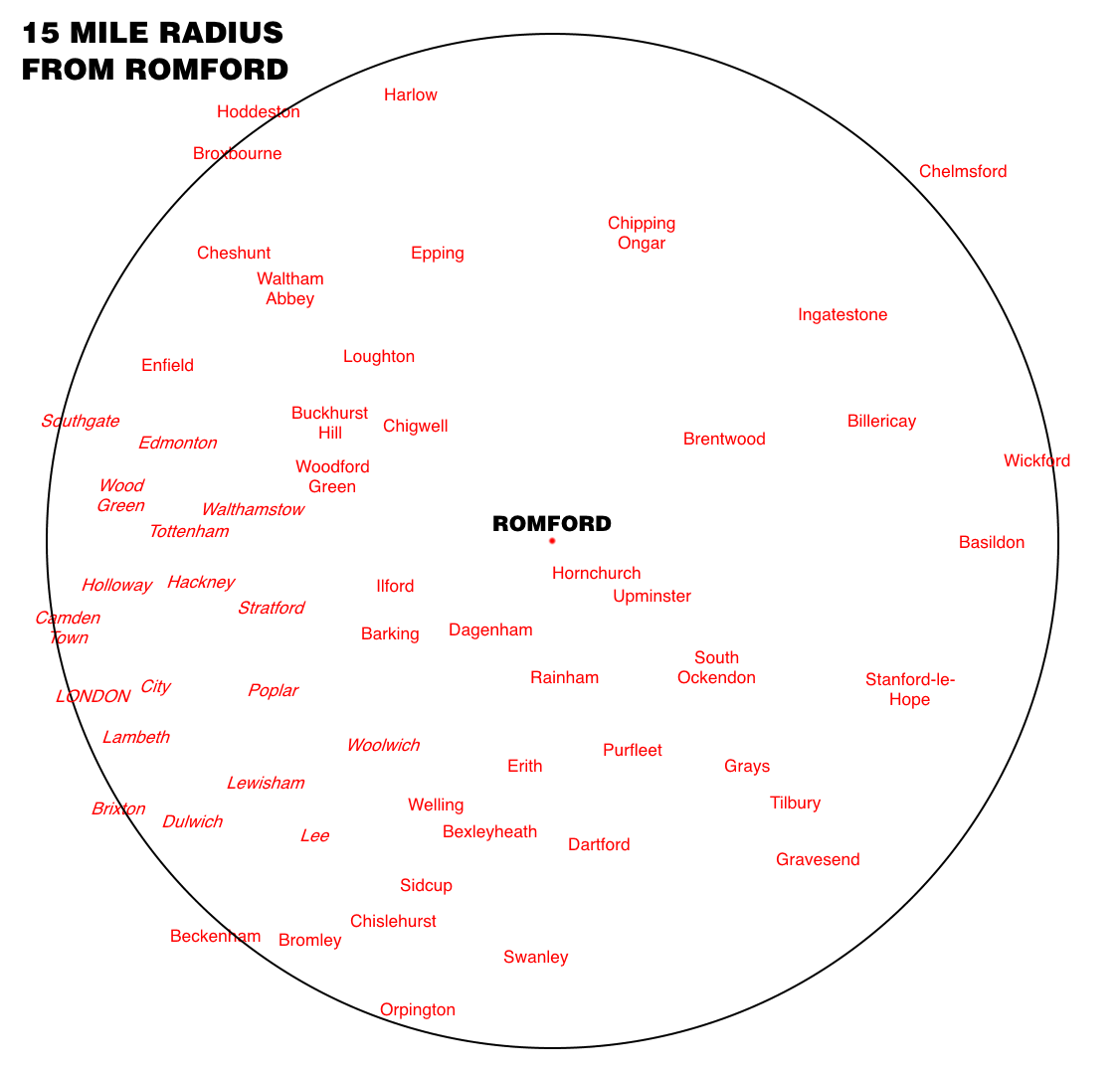
Mapa pobliskich miejscowości